# Таймоново

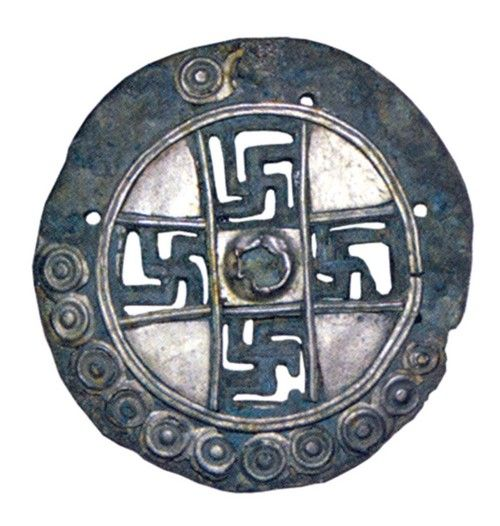
Фибула из белого металла. Киевская культура, конец ІІ—начало III вв.—середина V в. Древнее поселение возле деревни Тайманово Быховского района (Могилевская область, Придняпровье). Раскопки Леонида Поболя

Та́ймоново (бел. Тайманава) — деревня в составе Новобыховского сельсовета Быховского района Могилёвской области Белоруссии.

## История
В 1913 году действовала церковно-приходская школа.

## Заказник
Между деревнями Прибор и Таймоново в долине Днепра расположен ландшафтный заказник республиканского значения «Старица».

## Население
- 1758 год — 142 жителя
- 1784 год — 497 жителей
- 1897 год — 709 жителей
- 1909 год — 834 жителя
- 1926 год — 1069 жителей
- 1940 год — 531 житель
- 1982 год — 597 жителей
- 2009 год — 349 жителей